# جاناتان ریکوینا
جاناتان ریکوینا (انگلیسی: Jonathan Requena؛ زادهٔ ۱۱ ژوئن ۱۹۹۶) بازیکن فوتبال اهل آرژانتین است.
از باشگاه‌هایی که در آن بازی کرده‌است می‌توان به باشگاه فوتبال بانفیلد و باشگاه ورزشی ویتوریا اشاره کرد.